# Heliocentric (The Ocean)
Heliocentric è il quinto album in studio del gruppo musicale tedesco The Ocean, pubblicato il 9 aprile 2010 dalla Metal Blade Records.

## Descrizione
Annunciato in contemporanea al successivo Anthropocentric, si tratta di un concept album incentrato sulla critica del cristianesimo attraverso punti di vista filosofiche o personali. In particolar modo, la prima parte del progetto narra la storia dell'ascesa della visione del mondo mediante il sistema eliocentrico e dei suoi effetti sulla credenza cristiana passando da il medioevo fino ad arrivare a Charles Darwin e Richard Dawkins.
Dal punto di vista musicale Heliocentric rappresenta un avvicinamento a sonorità più post-rock, pur mantenendo la componente post-metal grazie alla presenza di influenze post-hardcore e metal estremo.

## Tracce
Testi e musiche di Robin Staps.
1. Shamayim – 1:53
2. Firmament – 7:29
3. The First Commandment of the Luminaries – 6:47
4. Ptolemy Was Wrong – 6:28
5. Metaphysics of the Hangman – 5:41
6. Catharsis of a Heretic – 2:08
7. Swallowed by the Earth – 4:59
8. Epiphany – 3:21
9. The Origin of Species – 7:23
10. The Origin of God – 4:33

## Formazione
Gruppo
- Luc Hess – batteria
- Louis Jucker – basso
- Loïc Rossetti – voce
- Jonathan Nido – chitarra
- Robin Staps – chitarra, elettronica, arrangiamento
- Julien Fehlmann – effetti sonori

Altri musicisti
- Esther Monnat – violoncello
- Céline Portat – viola
- Estelle Beiner – violino
- Lionel Gafner – contrabbasso
- Vincent Membrez – pianoforte
- Jérôme Correa – sassofono
- Robert Gutowski – trombone
- Hans Albert Staps – tromba
- James Yates – vibrafono
- René Noçon – voce (traccia 4)
- Meta – voce aggiuntiva (traccia 7)

Produzione
- Robin Staps – produzione
- Julien Fehlmann – ingegneria del suono, missaggio
- Svante Forsbäck – mastering